# Allasch

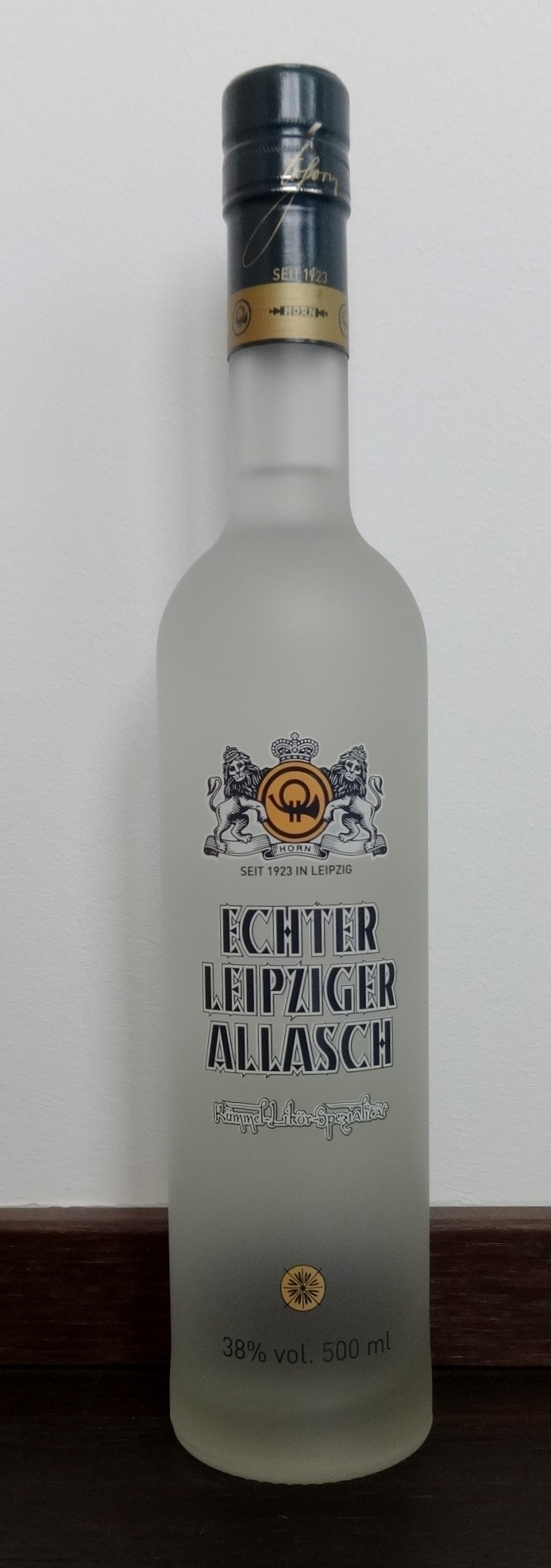
Echter Leipziger Allasch

Allasch ist die Bezeichnung für einen livländischen Kümmellikör, dessen Name im Deutschen auch als Gattungsbegriff für diese Liköre verwendet wird.
Ab 1823 wurde der Likör im Gut Allasch (lett.: Allažmuiža) von der Familie von Blanckenhagen hergestellt. Die Herstellung in Lettland endete 1944. Der heute angebotene Allažu Ķimelis der Firma Latvijas Balzams ist nicht identisch mit dem Original.
Allasch wurde 1830 auf der Messe in Leipzig vorgestellt. Ortsansässige stellten ihn bald selbst her und machten ihn zu einer in der Region populären Spirituose. Wegen seines hohen Zuckergehaltes zählt er zu den Likören, obwohl er einen höheren Alkoholgehalt als die meisten Liköre hat. So hat „Echter Leipziger Allasch“ einen Alkoholgehalt von 38 % vol und der von der Preussischen Spirituosen Manufaktur hergestellte „Allasch“ 40 % vol.
Allasch wird vor allem stark gekühlt als Digestif getrunken oder als Begleitung zur Gose, einer anderen Leipziger Spezialität.